# Linopteridius brunneus
Linopteridius brunneus là một loài bọ cánh cứng trong họ Cerambycidae.